# Duthoit Point
Duthoit Point är en udde i Antarktis. Den ligger på Nelson Island i Sydshetlandsöarna. Argentina, Chile och Storbritannien gör anspråk på området.
Terrängen inåt land är platt åt nordost, men åt nordväst är den kuperad. Havet är nära Duthoit Point åt sydost. Trakten är glest befolkad. Närmaste befolkade plats är Escudero Station, 14,1 kilometer nordväst om Duthoit Point.